# Ойген Руге
Ойген Руге (на немски: Eugen Ruge) е немски белетрист, драматург и преводач от руски.

## Биография
Ойген Руге е син на историка от ГДР Волфганг Руге, който е пратен от съветските власти в сибирски лагер от системата ГУЛАГ. Майка му е рускиня. Когато е двегодишен, Ойген Руге заминава с родителите си в Източен Берлин.
Следва математика в Хумболтовия университет на Берлин. След успешното си дипломиране става научен сътрудник в Централния институт по физика на земята към Академията на науките на ГДР.
През 1986 г. Ойген Руге започва дейността си като писател, автор на документални филми и сценарист. През 1988 г. се преселва в Западна Германия.
След 1989 г. Руге пише главно за театъра, радиото и киното. Наред с преводите си на няколко пиеси от Чехов и автор на документални филми и пиеси Руге става за известно време гостуващ професор в Художествения университет на Берлин.
През 2011 г. Руге дебютира с романа си „Във времена на гаснещата светлина“ (In Zeiten des abnehmenden Lichts), за който получава няколко литературни награди, между които „Наградата за немскоезична книга“.
Ойген Руге е баща на 4 деца и живее в Берлин и на остров Рюген.

### Проза
- Lenin: Vorgänger Stalins. Eine politische Biografie, Hrsg. zusammen mit Wladislaw Hedeler, 2010
- In Zeiten des abnehmenden Lichts, 2011

Във времена на гаснещата светлина, изд.: ИК Колибри, София (2015), прев. Жанина Драгостинова
- Gelobtes Land: Meine Jahre in Stalins Sowjetunion, Hrsg., 2012
- Cabo de Gata, Roman, 2013
- Annäherung, Reiseberichte, 2015
- Follower – Vierzehn Sätze über einen fiktiven Enkel, Roman, 2016

### Пиеси
- Vom Umtausch ausgeschlossen, 1990
- Restwärme, 1992
- Ruhestörung, 1998
- Der General schreibt einen Brief und erschießt seine Freundin, 2001
- Akte Böhme, 2001
- Labyrinth, 2011
- In Zeiten des abnehmenden Lichts, 2013
- Theaterstücke. 1986–2008, Sammelband, 2015

### Радиодрама
- Vom Umtausch ausgeschlossen, 1992
- Restwärme, 1993
- Mir nichts Dir nichts, 1993
- Halb und Halb, 1996
- Ruhestörung – ein Anfall, 1997
- Böhme stirbt in Neustrelitz, 2002
- Labyrinth, 2006
- Familienbildnis mit Katze, 2008
- Ingenieur Andrées Ballonfahrt zum Nordpol, 2008
- In Zeiten des abnehmenden Lichts, 2012

## Награди и отличия
- 1992: „Възпоменателна награда Шилер“ (поощрение)
- 2009: „Награда Алфред Дьоблин“ – за романа „Във времена на гаснещата светлина“
- 2011: „Литературна награда „Аспекте““ – за романа „Във времена на гаснещата светлина“
- 2011: „Немска награда за книга“ – за романа „Във времена на гаснещата светлина“